# Férfi szinkron műugrás a 2016. évi nyári olimpiai játékokon

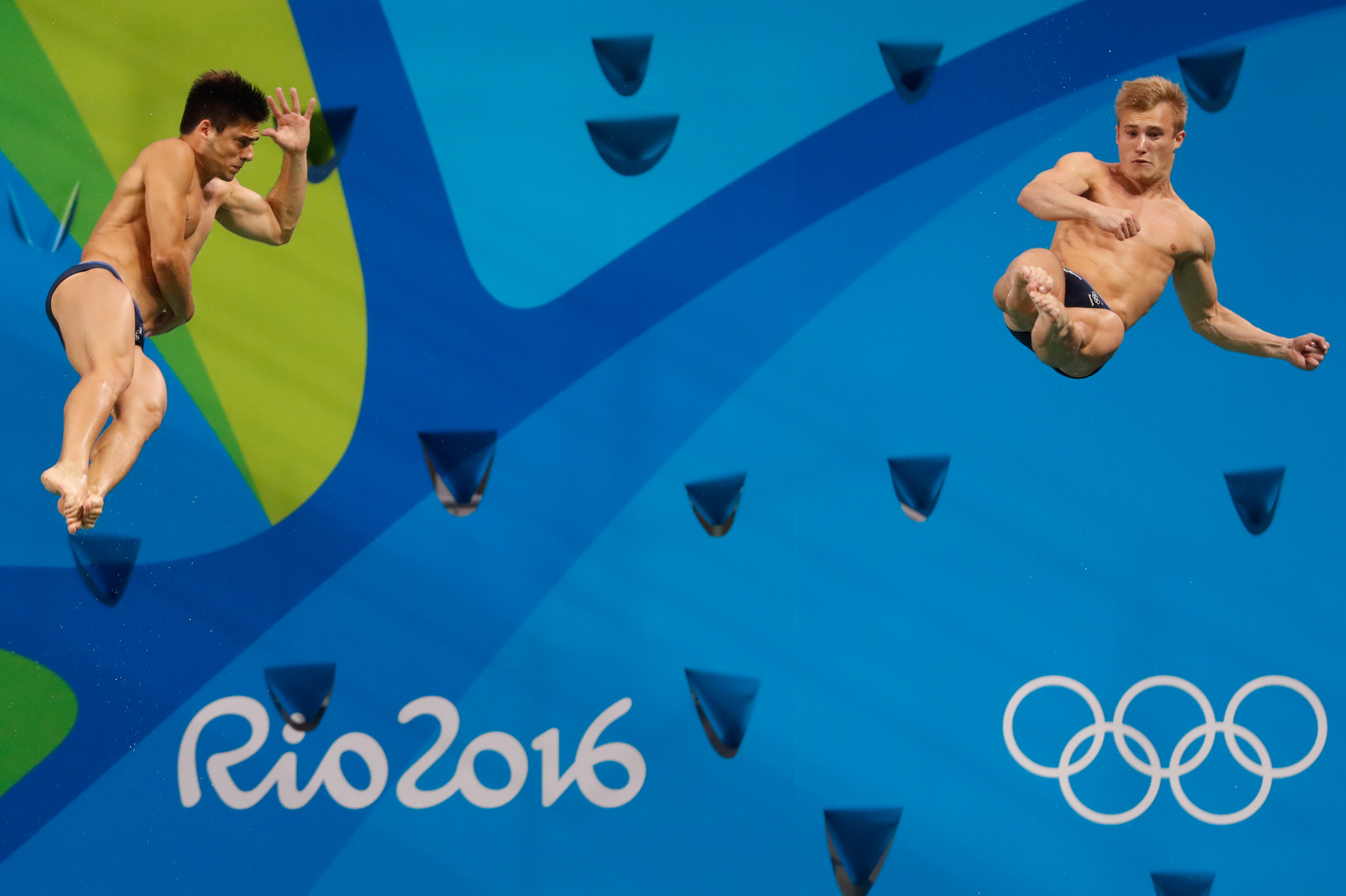
A győztes brit páros: Chris Mears (balra) és Jack Laugher (jobbra)

A 2016. évi nyári olimpiai játékokon a műugrás férfi szinkron 3 méteres versenyszámát  augusztus 10-én rendezték meg az Maria Lenk Aquatic Centerben.
A brit Jack Laugher és Chris Mears nyerte a versenyszámot – több mint 454 ponttal –, megelőzve az esélyesebbnek számító Cao Jüan (Cao Yuan), Csin Kaj (Qin Kai) kínai kettőst, akik a harmadik helyen végeztek. Az ezüstérmet az amerikai páros Sam Dorman és Mike Hixon szerezte meg.
Ez volt a britek első érme – és rögtön mindjárt egy arany – a műugrásnak ebben a számában.

## Versenynaptár
Az időpontok helyi idő szerint, zárójelben magyar idő szerint olvashatóak.
| Dátum                       | Időpont       | Forduló |
| --------------------------- | ------------- | ------- |
| 2016. augusztus 10., szerda | 16:00 (21:00) | Döntő   |

## Eredmény
| # | Nemzet                 | Név                                    | Ugrások | Ugrások | Ugrások | Ugrások | Ugrások | Ugrások | Össz. pontszám |
| # | Nemzet                 | Név                                    | 1       | 2       | 3       | 4       | 5       | 6       | Össz. pontszám |
| - | ---------------------- | -------------------------------------- | ------- | ------- | ------- | ------- | ------- | ------- | -------------- |
|   | Nagy-Britannia (GBR)   | Jack Laugher Chris Mears               | 52,80   | 53,40   | 84,66   | 85,68   | 86,58   | 91,20   | 454,32         |
|   | Egyesült Államok (USA) | Sam Dorman Michael Hixon               | 50,40   | 50,40   | 85,68   | 87,15   | 78,54   | 98,04   | 450,21         |
|   | Kína (CHN)             | Cao Jüan (Cao Yuan) Csin Kaj (Qin Kai) | 54,00   | 54,00   | 79,56   | 82,62   | 90,30   | 83,22   | 443,70         |
| 4 | Németország (GER)      | Stephan Feck Patrick Hausding          | 52,80   | 51,60   | 80,19   | 74,55   | 69,36   | 81,60   | 410,10         |
| 5 | Mexikó (MEX)           | Jahir Ocampo Marroquín Rommel Pacheco  | 51,00   | 50,40   | 82,62   | 69,30   | 74,46   | 77,52   | 405,30         |
| 6 | Olaszország (ITA)      | Andrea Chiarabini Giovanni Tocci       | 52,80   | 51,00   | 80,58   | 64,98   | 70,35   | 75,48   | 395,19         |
| 7 | Oroszország (RUS)      | Jevgenyij Kuznyecov Ilja Zaharov       | 53,40   | 51,60   | 76,50   | 62,01   | 63,00   | 78,66   | 385,17         |
| 8 | Brazília (BRA)         | Ian Matos Luiz Felipe Outerelo         | 48,60   | 28,80   | 61,38   | 66,33   | 70,38   | 57,12   | 332,61         |